# ياييبا
ياييبا والتي تعني الاعوجاج، أو الأسنان البارزة، مثل مصاصين الدماء، وهذا عن طريق إجراء عملية جراحية بغرض تغيير شكل الأسنان المتناسق وإبراز الأنياب. في اليابان ينظر إليها على أنها علامة على الشباب. في عام 2013، أصبحت موضة للفتيات المراهقات لإجراءات عملية جراحية للأسنان بهدف ابراز الأنياب العليا.